# Stenhomalus cephalotes
Stenhomalus cephalotes là một loài bọ cánh cứng trong họ Cerambycidae.